# LET L-13 Blanik
L-13 Blanik je školska jedrilica s dva sjedala koju proizvodi češka tvrtka Let Kunovice od 1956. godine. Najbrojnija je i najrasprostranjenija jedrilica a koristi se u cijelome svijetu. 

## Razvoj
L-13 Blaník je 1956. projektirao Karel Dlouhý na osnovi iskustava Letov XLF-207 Laminara, prve češke jedrilice s laminarnim aeroprofilima krila. L-13 je razvijena za osnovnu obuku letenja, učenje akrobacija i za uvježbavanje preleta. Projekt je osmišljen na pouzdanoj i provjerenoj tehnologiji: metalna konstrukcija, NACA (En: National Advisory Committee for Aeronautics) laminarnim profilima i mnogim standardnim dijelovima iz sovjetske zrakoplovne industrije. 
Blanik je u proizvodnju ušao 1958. te je vrlo brzo stekao popularnost kao jeftin, robusan i izdržljiv tip jedrilice koja je jednostavna za letenje i korištenje. Uz raširenost po tadašnjem sovjetskom bloku letjelica je u velikom broju prodavana u zapadnoj Europi i Sjevernoj Americi. Ukupna proizvodnja prelazi 2.650 letjelica, ili više od 3.000 s uključenim raznim inačicama. Gotovo pola stoljeća nakon svog prvog leta još je uvijek najčešće korištena jedrilica u svijetu. Tijekom 1960.-ih Blaník je u preletu postigao mnoge svjetske daljinske rekorde unatoč svojim općenitim osobinama. 

## Osobine
Blanik je radi svojih osobina (mala brzina slijetanja, veliki pomaci kontrolnih površina, učinkovita kormila) najpogodniji kao letjelica za obuku letača za samostalni let.  
Njegova konstrukcija može podnijeti jednostavne akrobacije. Teže akrobacije kao što su kružne petlje i let na leđima mogu se izvoditi samo s jednim pilotom u letjelici. 
Postoje dvije stvari koje pilot mora biti svjestan. Kotači se izvlače suprotno pomaku komande, pomicanjem naprijed kotači se uvlače a pomicanjem nazad kotači se izvlače (na L-23 to je promijenjeno). Što je još važnije, ručica komande zračne kočnice i ručica komande zakrilca imaju isti oblik i blizu su jedna drugoj što je dovelo do brojnih incidenata. Zamjena ovih komandi najkritičnija je tijekom slijetanja. Repne površine letjelice su također osjetljivi. Vrlo nisko postavljen vodoravni stabilizator izložen je oštećivanju u slučaju slijetanja na nepripremljene terene i žbunje. Tijekom guranja jedrilice na zemlji okomiti stabilizator se ne smije dirati jer nije predviđen za uzdužna opterećenja.

## Inačice
- L-13 AC Blanik je prvenstveno namijenjen za vježbanje akrobacija s mogućnosti izvođenja velikog broja manevara s dvočlanom posadom. Kombinacija je krila i pilotske kabine s L-23 Super Blanika i jedinstvenog poklopca pilotske kabine te repnih površina s L-13.
- Vivat je motorna jedrilica. Krila, rep i trup L-13 jedrilice spajaju se s pilotskom kabinom u kojoj se nalaze dva usporedna sjedala. U nosni dio ugrađen je Mikron M III AE  ili Limbach L2000 četiri-cilindarski motor.
- Blanik s pomoćnim vanjskim motorom ugrađenim na nosače iznad stražnjeg dijela trupa.
- SL-2P je Blanik s dva trupa koji je projektiran u tvrtki Sportinë Aviacija u Litvi kao leteći laboratorij za ispitivanje laminarnih aeroprofila.